# فرد آلن (بازیکن فوتبال)
فرد آلن (انگلیسی: Fred Allen؛ ژوئیه ۱۸۶۰ – c. ۱۹۲۶ (۶۵−۶۶ سال)) بازیکن فوتبال اهل پادشاهی متحد بریتانیای کبیر و ایرلند بود.
از باشگاه‌هایی که در آن بازی کرده‌است می‌توان به باشگاه فوتبال لوتون تاون و باشگاه فوتبال بیرمنگام سیتی اشاره کرد.